# Willy Jesse
Willy Jesse (* 14. Dezember 1897 in Rostock; † 17. August 1971 in Eutin) war ein deutscher Politiker der Sozialdemokratischen Partei Deutschlands (SPD) und Mitbegründer der SPD in Mecklenburg nach dem Zweiten Weltkrieg.

## Leben
Willy Jesse war ein Sohn des Arbeiters Hermann Jesse und der Caroline Gossel. Er wuchs in der Ottostraße in der Kröpeliner-Tor-Vorstadt auf. Nach dem Besuch der Volksschule folgte eine Lehre zum Maschinenbauer. Anschließend war er auf Wanderschaft. 1912 trat er der Sozialistischen Arbeiterjugend (SAJ) bei, 1915 der SPD. Von 1915 bis 1918 leistete er Militärdienst. 1920 wurde Willy Jesse Schriftleiter des Mitteilungsblattes der Sozialistischen Arbeiterjugend Mecklenburg. Ab 1927 war er hauptamtlicher Parteifunktionär, 1931 begann seine Tätigkeit als Sekretär des SPD-Bezirks Mecklenburg-Lübeck in Rostock. Er war Mitglied des Zentralen Parteiausschusses der SPD. Von 1927 bis 1933 saß Willy Jesse für die SPD in der Stadtverordnetenversammlung in Rostock, 1932/33 war er Abgeordneter des Landtags von Mecklenburg-Schwerin.
Nach der Machtergreifung der Nationalsozialisten 1933 wurde Willy Jesse wegen seiner Mitgliedschaft in der SPD und seiner ablehnenden Haltung gegenüber den Nationalsozialisten in sogenannte Schutzhaft genommen. Nach dem Verbot der SPD betätigte er sich nach seiner Freilassung als Lebensmittelhändler in einem Geschäft im Barnstorfer Weg. Er unterhielt Kontakt zu Wilhelm Leuschner und Julius Leber. 1939 wurde er zur Wehrmacht eingezogen, wegen seines Alters blieb ihm ein Fronteinsatz erspart. 1944 gelang ihm die Flucht nach Schweden.
Im September 1945 kehrte Willy Jesse nach Rostock zurück und war zuerst als Landessekretär und stellvertretender Vorsitzender am Wiederaufbau der Partei beteiligt. Trotz erheblicher Widerstände konnte die Ost-SPD ihre Zwangsvereinigung mit der KPD zur SED nicht verhindern. Willy Jesse war mit dem Vorsitzenden der West-SPD Kurt Schumacher befreundet, den er gelegentlich heimlich in West-Berlin traf. Schumacher war es auch, der ihm riet, „in Funktion und Amt zu verbleiben, solange [ihm] ... nichts zugemutet werde, dessen sich ein Sozialdemokrat schämen müsste“. Kurzzeitig bekleidete er die Funktion eines paritätischen Landessekretärs der SED und rückte in den Parteivorstand der SED auf. Er versuchte so, den Sozialdemokraten Einfluss in der SED zu verschaffen.
Im Juli 1946 wurde Willy Jesse vom Innenministerium der UdSSR (NKWD) verhaftet und bis 1950 ohne Anklage und Urteil in der  Untersuchungshaftanstalt der Staatssicherheit inhaftiert. Durch sowjetisches Fernurteil wurde Willy Jesse zum „Schumacher-Agenten“ abgestempelt und zu zehn Jahren Zwangsarbeit verurteilt. Dazu wurde er in ein Strafgefangenenlager im sibirischen Taischet am Baikalsee deportiert. Kontakte zu Angehörigen waren ihm untersagt. Später ließ Wilhelm Pieck verbreiten, dass Jesse für den britischen Geheimdienst gearbeitet hätte. 
1954 kehrte Willy Jesse nach Rostock zurück und ging wegen der Aussichtslosigkeit für seine politischen Ziele im selben Jahr nach Westdeutschland. Beatrix Bouvier schreibt davon abweichend, dass Jesse direkt nach Westdeutschland entlassen wurde. Bis 1964 war Willy Jesse Leiter der Abteilung Betriebsgruppenarbeit beim Parteivorstand der SPD in Bonn und Redakteur der Zeitschrift Arbeit und Freiheit.
Willy Jesse nahm sich am 17. August 1971 das Leben.
Die Hauptmilitärstaatsanwaltschaft der Russischen Föderation rehabilitierte Willy Jesse am 13. März 1998 auf Antrag von Mitverfolgten als Opfer politischer Repressionen.